# Olev Jõgi
Olev Jõgi (* 9. Januar 1919 in der Gemeinde Leisi, Saaremaa; † 27. Januar 1989 in Tallinn) war ein estnischer Literaturwissenschaftler und Übersetzer.

## Leben
Jõgi ging von 1928 bis 1934 in Leisi zur Schule und legte 1941 auf dem Gymnasium von Kuressaare die Reifeprüfung ab. Während des Zweiten Weltkriegs diente er in der Roten Armee, der er als Offizier weiterhin bis 1953 angehörte. Danach war er einige Jahre Redakteur bei verschiedenen Zeitschriften bzw. Zeitungen, ehe er von 1958 bis 1983 als Gründungsherausgeber Chefredakteur der Zeitschrift Keel ja Kirjandus war. Dadurch hat er entscheidend die Literaturwissenschaft im Nachkriegsestland mitgestaltet, „Keel ja Kirjandus war seine Zeitschrift“.
Jõgi studierte von 1950 bis 1956 im Fernstudium an der Universität Tartu Russische Philologie. Danach war er zwei Jahre Doktorand am Institut für Sprache und Literatur der Estnischen Akademie der Wissenschaften. Er war seit 1945 Mitglied der KPdSU und seit 1955 Mitglied des Estnischen Schriftstellerverbandes.
Die estnische Literaturwissenschaftlerin Mall Jõgi ist seine Tochter, der Dichter Mihkel Kaevats sein Enkel.

## Werk
Olev Jõgi kann ein umfangreiches kritisches Werk vorweisen und hat zu zahlreichen Autorinnen und Autoren veröffentlicht. Besonderes Augenmerk galt den zeitgenössischen sowjetestnischen Schriftstellern wie Paul Kuusberg oder Rudolf Sirge. Seine publizistische Tätigkeit erstreckte sich auch auf Artikel über die estnische Literatur in ausländischen Zeitschriften. Außerdem hat er sich um die estnische Literatur verdient gemacht, indem er nach dem Tode von Ernst Peterson-Särgava dessen letzten großen Roman edierte.
Als Übersetzer hat er vor allem Literatur aus dem Polnischen, Weißrussischen und Russischen übersetzt und unter anderem die folgenden Autoren ins Estnische übertragen: Alexander Sergejewitsch Puschkin, Isaak Emmanuilowitsch Babel, Ilf und Petrow, Alexander Issajewitsch Solschenizyn, Walentin Grigorjewitsch Rasputin, Stanisław Lem, Jerzy Andrzejewski oder Wassil Bykau.

## Auszeichnungen
- 1976 Juhan Smuul-Preis (Sparte Kritik)
- 1989 Juhan Smuul-Preis (Sparte Kritik)

## Bibliographie

### Bücher
- Kirjanduse koordinaadid ('Die Koordinaten der Literatur'). Tallinn: Eesti Riiklik Kirjastus 1963. 157 S.
- Virvendused laugvees ('Flimmern im Auge'). Tallinn: Eesti Raamat 1973. 275 S.
- Vaod ja varjud ('Furchen und Schatten'). Tallinn: Eesti Raamat 1975. 253 S.
- Hetki ja viipeid ('Momente und Winke'). Tallinn: Eesti Raamat 1988. 378 S.

### Artikel (Auswahl)
- Rudolf Sirge kirjanduslik arengutee., in: Looming 10/1955, S. 1246–1265; 11/1955, S. 1372–1397.
- Rudolf Sirge karakterarendusi. Kirjaniku 60. sünnipäevaks., in: Keel ja Kirjandus 12/1964, S. 705–713.
- Väino Ilus: piirid ja nende ületamine., in: Keel ja Kirjandus 12/1979, S. 724–728.
- Kirjandusmere laevur (über Aadu Hint), in: Kirjanduse jaosmaa 80. Tallinn: Eestir Raamat 1982, S. 49–54.
- Kirjandusvõistluste kulissitagustes Rudolf Sirgega., in: Looming 9/1983, S. 1256–1262.
- Valgusvihk Hiiu rootslaste ajalukku. Herman Sergoga üle Näkimadalate., in: Keel ja Kirjandus 3/1985, S. 129–143.
- Paul Kuusberg mujaltvaates., in: Looming 4/1986, S. 536–547.

## Sekundärliteratur
- Villem Alttoa: Perspektiive avav kriitikaraamat, in: Looming 12/1973, S. 2099–2103.
- Paul Kuusberg: Töömees, in: Looming1/1979, S. 89–95.
- Pärt Lias: Toimetaja, Olev Jõgi 70, in: Keel ja Kirjandus 1/1989, S. 47–48.
- Andres Langemets: Olev Jõgi 70, in: Looming1/1989, S. 132–133.
- Jaan Kross: Olev Jõgi. In memoriam, in: Keel ja Kirjandus 4/1989, S. 193–194.